# Георги Икономов (политик)
Вижте пояснителната страница за други личности с името Георги Икономов.
Георги Иванов Икономов е български политик.

## Биография
Георги Икономов е роден на 2 декември 1968 г. в град Банско.
Завършил е висшето си образование в УНСС – гр. София, специалност „Счетоводство и контрол“.
Женен с едно дете.
От 2007 до 2009 г. е председател на Общински съвет – Банско.
От юли 2009 г. е народен представител в XLI народно събрание, член на Комисията по икономическа политика, енергетика и туризъм и Председател на Групата за приятелство България – Полша.
От 30.10.2011 г. е кмет на Община Банско.
Председател е на УС на Асоциацията за развитие на планинските общини в Република България.
Преизбран за кмет на Община Банско на първи тур през месец октомври 2015 г.
Общински ръководител на ПП ГЕРБ – Банско от основаването ѝ до 2019 г..
През септември 2020 г. прекратява членството си в ПП ГЕРБ и става един от учредителите на новия политически проект на Цветан Цветанов  – Републиканци за България.
.